# Nunatak Villacian
Nunatak Villacian är en nunatak i Antarktis. Den ligger i Västantarktis. Argentina, Chile och Storbritannien gör anspråk på området. Toppen på Nunatak Villacian är 261 meter över havet, eller 14 meter över den omgivande terrängen. Bredden vid basen är 0,41 km.
Terrängen runt Nunatak Villacian är platt åt sydost, men åt nordväst är den kuperad. Trakten är obefolkad. Det finns inga samhällen i närheten.